# 構造-氣候相互作用
構造-氣候相互作用（英語：Tectonic-climatic interation）是指地質構造作用與氣候系統之間的相互關係。 所討論的構造過程包括造山作用、火山作用和侵蝕作用，而相關的氣候過程包括大氣環流、地形抬升、季風環流和雨影效應。 由於過去數百萬年氣候變化的地質記錄稀少，許多關於構造-氣候相互作用的性質的問題仍未解決。這是地質學家和古氣候學家積極研究的一個領域。

### 地形對氣候的控制

雨影效果簡單圖解

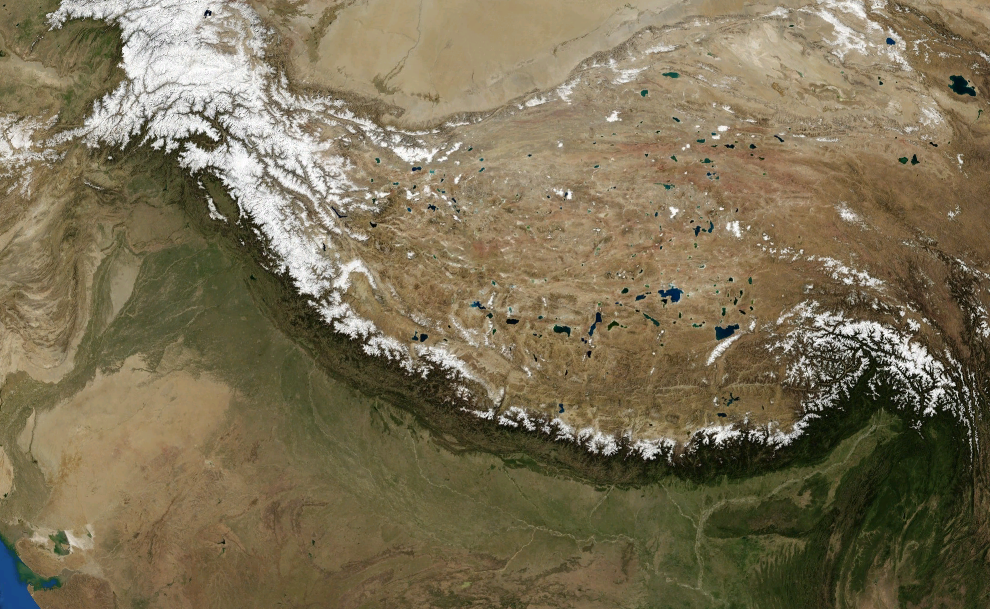
喜馬拉雅山雨影效果示例

根據山脈的垂直高度和水平大小，它有可能對全球和區域氣候模式和過程產生強烈影響，包括：大氣環流偏轉、形成地形抬升、改變季風環流和引起雨影效應.高地地形對氣候的影響最明顯的一個例子是喜馬拉雅山脈，這是世界上最高的山系。它的大小的範圍能夠影響地理溫度、降水和風。理論表明，青藏高原的隆起導致更強的大氣急流和季風環流，前坡降雨增加，化學風化速率加快，從而降低了大氣 CO2 濃度。 它如此之大的空間幅度，除了擾亂全球規模的大氣環流之外，它還產生了區域性季風環流。
東南亞的季風季節是由於亞洲大陸在夏季變得比周圍海洋溫暖；在大陸上方形成低壓室，在較冷的海洋上形成高壓室，導致平流層的潮濕空氣，從非洲到東南亞產生大量降水。 然而，東南亞的降雨強度大於非洲季風，這可以歸因於亞洲大陸的巨大規模以及廣闊的山脈系統。 [3]這不僅影響了東南亞的氣候，而且還改變了西伯利亞、中亞、中東和地中海盆地等鄰近地區的氣候。 一個模型被用來測試這一點，解釋陸地的地形對過去 40 Myr 的全球降水和溫度之間的相關性。
人們普遍認為，全球氣候變動很大程度上取決於大氣中是否存在具溫室效應的氣體，二氧化碳 (CO2) 通常被認為是最重要的溫室氣體。觀測結果表明，全球範圍內山脈的大幅抬升會導致更高的化學侵蝕率，從而降低大氣中二氧化碳的含量並導致全球變冷。 這是因為在海拔較高的地區，機械侵蝕率較高（即重力、河流過程），並且可提供被化學風化的岩石露頭。 以下是描述矽酸鹽化學風化過程中消耗CO2的簡化方程式：
CaSiO3 + CO2 ↔ CaCO3 + SiO2
從這個方程可以推斷，在化學風化過程中會消耗二氧化碳，因此只要化學風化速率足夠高，大氣中就會存在較低濃度的氣體。

### 被氣候驅動的構造

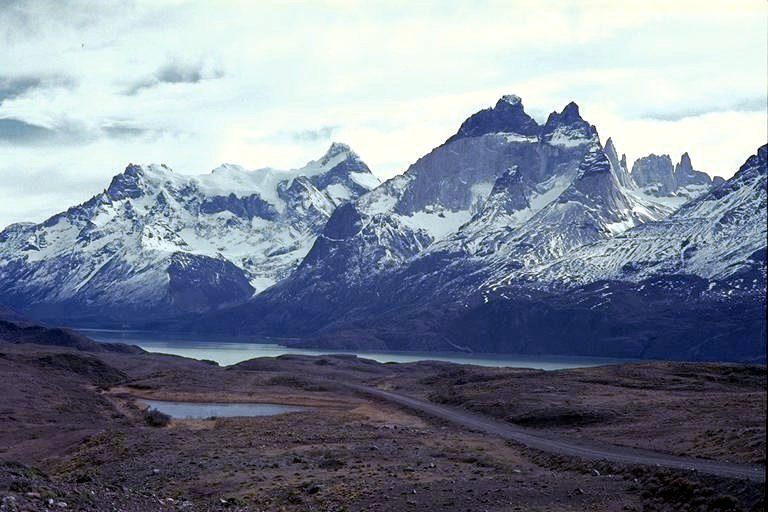
智利安第斯山脈托雷斯德爾潘恩山脈的山峰和山谷

有科學家否認隆起是氣候變化的唯一原因，而贊成氣候變化導致隆起。一些地質學家推測，涼爽和暴風雨的氣候（例如冰川作用和降水增加）可以使地形看起來更年輕，例如在高地的切割和侵蝕率的增加。冰川是具強大的侵蝕作用，有切割和雕刻深谷的能力，當地球表面發生快速侵蝕時，特別是在地勢起伏有限的地區，可能會發生地殼均衡反彈，形成高峰和深谷。 [ 5]缺乏冰川作用或降水會導致侵蝕增加，但此可能因地區而異。 在沒有降水的情況下。植被會減少，因而可能會造成侵蝕。 
根據模型研究，喜馬拉雅山和安第斯山脈地區的一些地形特徵是由侵蝕/氣候相互作用決定的，而不是構造作用。這些模型研究揭示了在高原邊緣，區域降水與最大地形限制之間的相關性。 在降水和剝蝕率相對較低的安第斯山脈南部，高原邊緣沒有真正的極端地形，而在北部，降水率較高，極端地形存在。
另一個有趣的理論導自對新生代安第斯山脈隆起的調查。一些科學家推論板塊俯沖和造山的構造過程是侵蝕和沈積的產物 。 當山區出現受雨影效應影響的干旱氣候時，對溝渠的泥沙供應可以減少甚至被切斷。這些沉積物被認為在[[板塊界面00處充當潤滑劑，這種沉積物的減少增加了界面處存在的剪切應力，該剪切應力可大到足以支撐高安第斯山脈。

### 火山
在世界各地，有各種形狀和大小的火山。太平洋周圍的陸地上排列著著名的太平洋火環火山。從阿留申群島到智利的安第斯山脈，這些火山塑造了當地和區域環境。除了欣賞它們壯麗的美景之外，人們可能會想知道這些地質奇觀是如何運作的，以及它們在改變景觀和氣候方面發揮了什麼作用。主要地，火山是從地球表面以下向地表滲出岩漿物質的地質特徵。到達地表後，變成“熔岩”。這種熔岩冷卻並形成火成岩。通過檢查火成岩，就可能推導出從岩漿的原始融化到地球表面熔岩結晶的一系列事件。通過檢查火成岩，可以推測火山放氣的證據，眾所周知，火山放氣會改變大氣化學。這種大氣化學變化改變了全球和局部的氣候循環。

#### 火成岩和岩漿氣形成的基礎
岩漿是形成火山的起點。為了了解火山活動，了解形成火山的過程至關重要。岩漿是通過在熔融條件範圍內保持溫度、壓力和成分（稱為 P-T-X）而產生的。通過了解熔體的化學性質來了解熔體的壓力和溫度。為了使岩漿保持熔融狀態，一個變量的變化將導致另一個變量的變化以保持平衡（即 Le Chatlier 原理）。岩漿的產生是通過多種方式完成的：1）洋殼俯衝，2）地幔柱形成熱點，3）大洋或大陸板塊的分裂。海洋地殼的俯衝通常在很深的地方產生岩漿熔體。 

#### 火山排放和影響
雖然大多數火山會排放相同的幾種氣體的混合物，但每座火山的排放物的這些氣體具不同比例。氣體的主要產生物是水蒸氣 (H2O) 是分子，其後是二氧化碳 (CO2) 和二氧化硫 (SO2)，它們都是具溫室效應的氣體。一些獨特的火山會釋放出不尋常的化合物。例如，羅馬尼亞的泥火山噴出的H2O、CO2 或 SO2 -95–98% 的甲烷 (CH4)、1.5–2.3% 的 CO2 以及微量的氫氣和氦氣比甲烷氣體多得多。
火山噴發的硫對環境影響巨大，在研究火山活動的大規模影響時需要考慮。火山噴發的硫是是SO2，當它進入平流層后與 OH 自由基反應形成硫酸 (H2SO4)。硫酸分子可凝結在現有的氣溶膠上，就能形成雨滴並以酸雨的形式沉澱。含有高濃度二氧化硫的雨水會殺死植被，從而降低該地區生物從空氣中吸收二氧化碳的能力。它能還在溪流、湖泊和地下水中創造了一個還原環境。由於硫酸分子與其他分子的反應性高，大氣中硫濃度的增加會導致臭氧消耗並開始變暖。 
具有長英質熔體成分的火山會產生極具爆炸性的噴發，可以將大量灰塵和氣溶膠噴射到大氣中。這些顆粒物的排放，可以引發多種反應，包括變暖、降溫和雨水酸化。塵埃雲的高度以及塵埃的大小和成分決於氣候響應强度。
火山矽酸鹽冷卻極快，並形成玻璃狀物質；它們的深色和反射性能吸收一些輻射並反射其餘部分。它們進入到平流層能阻擋了太陽輻射，加熱了這層大氣並冷卻了它下面的區域。 風可以將灰塵分佈到很廣闊的區域；例如，1815 年印度尼西亞的坦博拉火山噴發產生的塵埃，遠達新英格蘭地區，導致氣溫下降了 1 攝氏度，並持續了幾個月。歐美人稱其為“無夏之年”。
火山排放物含有微量的重金屬，當它們進入到大氣的下層時會影響水圈。當大量的這些重金屬排放物集中到一個小區域時，它們會破壞生態系統，對農業產生負面影響，並污染水源。

#### 冰川作用和火山之間的相互作用
火山不僅會影響氣候，還能被氣候影響。在冰川期間，火山活動會減慢。當冰川變大，變重。這種多餘的重量會抑制岩漿房產生火山的能力。 在熱力學上，當岩漿上的圍壓大於溶解組分的蒸氣壓時，岩漿將更容易溶解氣體。冰川堆積通常在高海拔地區，也是大多數大陸火山的所在地。冰的堆積會導致岩漿房破壞並在地下結晶。 當冰壓在地球上的壓力大於地幔熱對流對岩漿房施加的壓力時，就會發生岩漿房岩漿房破壞。 對過去氣候的研究可根據冰川的冰芯數據。 氧同位素和鈣離子記錄是氣候變化的重要指標，而冰芯中的硫酸根離子 (SO4) 和冰電導率則代表火山氣溶膠沉降。 從冰芯中可以看出，熱帶地區和南半球的火山噴發在格陵蘭冰蓋中沒有記錄。  儘管硫磺降水需要近兩年時間的運輸，熱帶火山噴發在兩極都可以看到。 冰芯記錄的驚人發現之一是許多大噴發的證據，這些噴發在火山灰記錄中並未得到。冰芯的年代是通過計算季節性層數來確，它不是萬無一失的。核心的深度越深，就越有可能遭受變形。風和大氣化學對火山揮發物從源頭移動到最終位置的過程中有重要影響。

#### 白堊紀氣候
在白堊紀，地球經歷了一次不尋常的變暖趨勢。對這種變暖的兩種解釋歸因於構造和岩漿活動
。
其中一種理論是岩漿超級柱流將大量二氧化碳引入大氣。 [18]白堊紀的二氧化碳比現在的 高3.7 到 14.7 倍，導致平均 2.8 到 7.7 攝氏溫度升高。 從構造上看，板塊運動和海平面下降可能導致全球額外氣溫升高 4.8 攝氏度。 岩漿和構造過程之間的綜合作用可能使白堊紀地球比今天高 7.6 到 12.5 攝氏度。
關於白堊紀的變暖有第二種解釋--是碳酸鹽物質的俯衝。  含碳物質經由板塊的俯衝，二氧化碳會從火山中釋放出來。 在白堊紀，特提斯海富含石灰岩。 通過板塊俯衝這些石灰岩，能使岩漿會變得更加富含二氧化碳。因為二氧化碳被溶解在熔體中，直到岩漿的圍壓低到足以脫氣並將大量二氧化碳釋放到大氣中導致變暖。 

#### 結論
火山是地球上的一個強大景觀。火山的產生取決於它的位置和岩漿起源。岩漿可保持熔體狀態，直到壓力和溫度能允許結晶和排氣。當岩漿上升到地球表時，就形成火山。根據熔體物質的成分，每座火山可能含有多種氣體。火山噴發排放的大部分氣體是有溫室效應的氣體，會導致大氣變化。然後這些大氣變化迫使區域和局部的氣候造成新的大氣。這些變化可以反映為冷卻、變暖、更高的降水率等等。
1. ↑  Trewartha, G. T. (1968). An Introduction to Climate. McGraw-Hill. p. 408.
2. 1 2 3 4  Raymo, M. E.; Ruddiman, W. F. (1992). "Tectonic forcing of late Cenozoic climate". Nature. 359 (6391): 117–1122. Bibcode:1992Natur.359..117R. doi:10.1038/359117a0. S2CID 1443184.
3. 1 2  Fluteau, F.; Ramstein, G.; Besse, J. (1999). "Simulating the evolution of the Asian and African monsoons during the past 30 Myr using an atmospheric general circulation model". Journal of Geophysical Research. 104 (D10): 11, 995–1012, 1018. Bibcode:1999JGR...10411995F. doi:10.1029/1999jd900048.
4. 1 2   Ruddiman, W. F.; Kutzbach, J. E. (1989). "Forcing of Late Cenozoic Northern Hemisphere Climate by Plateau Uplift in Southern Asia and the American West". Journal of Geophysical Research. 94 (D15): 18, 409–18, 427. Bibcode:1989JGR....9418409R. doi:10.1029/jd094id15p18409.
5. 1 2   Molnar, P; England,P (1990). "Late Cenozoic uplift of mountain ranges and global climate change: chicken or egg?". Nature. 346 (6279): 29–34. Bibcode:1990Natur.346...29M. doi:10.1038/346029a0. S2CID 4338271.
6. 1 2  Hansen, J.; et al. (1984). "Climate sensitivity: Analysis of feedback mechanisms". Climate Processes and Climate Sensitivity. Geophysical Monograph Series. 5: 130–163. Bibcode:1984GMS....29..130H.
7. 1 2   Masek, J.G.; et al. (1994). "Erosion and tectonics at the margins of continental plateaus". Journal of Geophysical Research. 99 (B7): 13, 941–13, 956. Bibcode:1994JGR....9913941M. doi:10.1029/94jb00461
8. ↑  Lamb, S; Davis, P (2003). "Cenozoic climate change as a possible cause for the rise of the Andes". Nature. 425 (6960): 792–797. Bibcode:2003Natur.425..792L. doi:10.1038/nature02049. PMID 14574402. S2CID 4354886
9. ↑  
Klugel, Andreas; Klein, Frieder (2011). "Complex magma storage and ascent at embryonic submarine volcanoes from the Madeira Archipelago". Geology. 34 (5): 337–340. Bibcode:2006Geo....34..337K.
10. ↑  
Raymond, Loren A., Petrology: The Study of Igneous, Sedimentary and Metamorphic Rocks. Waveland Press, Edition 2, May 30, 2007.
11. ↑    Oppenheimer, C. Fischer, T., Scaillet, B., 2014, Volcanic Degassing: Process and Impact, In Treatise on Geochemistry (Second Edition), edited by H. D. Holland and K. K. Turekian, Elsevier, Oxford, pp. 111–179,
12. 1 2 3 4 5 6 7  
Oppenheimer, C.; et al. (2011). "Sulfur degassing from volcanoes: source conditions, surveillance, plume chemistry and Earth systems impacts" (PDF). Reviews in Mineralogy and Geochemistry. 73 (1): 363–421. Bibcode:2011RvMG...73..363O. doi:10.2138/rmg.2011.73.13.
13. 1 2 3  
Durant, A. J.; et al. (2010). "Atmospheric and environmental impacts of volcanic particulates". Elements. 6 (4): 235–240. doi:10.2113/gselements.6.4.235.
14. 1 2 3  Sigmundsson, F.; et al. (2011). "Climate effects on volcanism: influence on magmatic systems of loading and unloading from ice mass variations, with examples from Iceland". Philosophical Transactions. 368 (1919): 2519–2534. Bibcode:2010RSPTA.368.2519S. doi:10.1098/rsta.2010.0042. PMID 20403840.
15. 1 2 3 4 5  
Caldeira, Ken (1991). "The Mid-Cretaceous super plume, carbon dioxide, and global warming". Geophysical Research Letters. 18 (6): 987–990. Bibcode:1991GeoRL..18..987C. doi:10.1029/91gl01237. PMID 11539811.
16. 1 2 3 4 5  
Johnston, K. B.; et al. (2011). "Decarbonation efficiency in subduction zones: implications for warm Cretaceous climates". Earth and Planetary Science Letters. 303 (1–2): 143–152. Bibcode:2011E&PSL.303..143J. doi:10.1016/j.epsl.2010.12.049.